# Stellaria weddellii
Stellaria weddellii är en nejlikväxtart som beskrevs av T.M. Pedersen. Stellaria weddellii ingår i släktet stjärnblommor, och familjen nejlikväxter. Inga underarter finns listade i Catalogue of Life.